# Breda (Paesi Bassi)
Breda  è una città e una municipalità dei Paesi Bassi di 174.544 abitanti situata nella provincia del Brabante Settentrionale.

## Storia
Breda è stata una città fortificata che ha sempre rappresentato un punto strategico nel corso della storia dei Paesi Bassi. A partire dall'XI secolo Breda fu uno dei feudi del Sacro Romano Impero, ed il suo primo governatore fu Enrico di Brunesheim (1080-1125). Nel 1252 a Breda venne scritto lo statuto municipale. Nel 1327 Breda passò sotto il dominio del duca di Brabante. Nel 1350 venne ceduta a Giovanni di Wassenaar. Agli inizi del Quattrocento Breda passò sotto il casato di Nassau.
Breda fu uno dei teatri di guerra per l'indipendenza dei Paesi Bassi. Dopo l'esplosione della rivolta nei Paesi Bassi (1576), venne assediata per ben quattro volte: nel 1581, nel 1590, nel 1625 e nel 1637. La Pace di Vestfalia del 1648 assegnò la città alle Repubblica delle Province Unite.
Il 4 aprile 1660 fu sede della dichiarazione di Breda, attraverso cui Carlo II Stuart divenne re d’Inghilterra, in seguito alla guerra civile inglese.

## Sport
La città di Breda ha una squadra di calcio, il NAC Breda, che milita nell’Eredivisie, la massima serie del campionato olandese.

## Società

### Tradizioni e folclore
Ogni anno nel primo fine settimana di settembre si festeggia il Roodharigendag, un festival di due giorni in cui si ritrovano persone con i capelli di colore rosso, attirando in genere gente da oltre 20 nazioni differenti; le attività durante il festival consistono principalmente in letture, seminari e manifestazioni.

## Amministrazione

### Gemellaggi
- Breslavia, dal 1991

## Galleria d'immagini

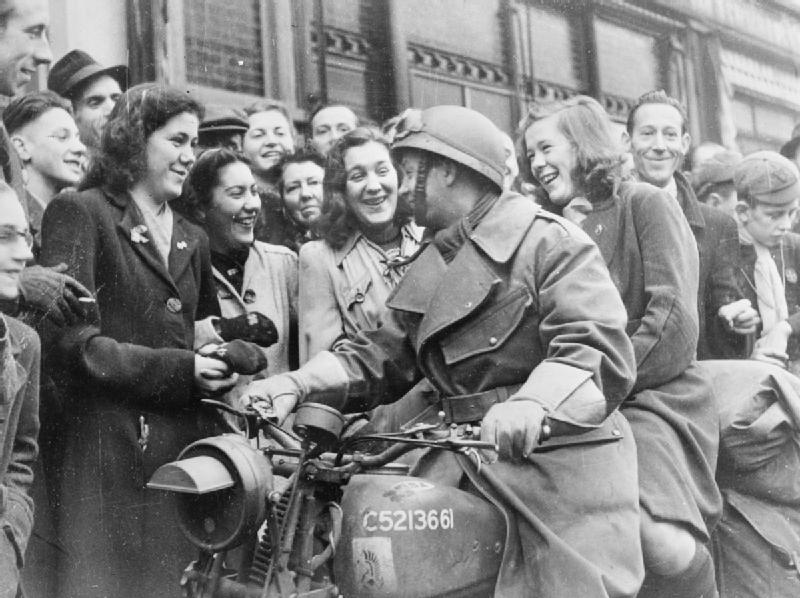
La 1ª Divisione corazzata libera Breda (1944)
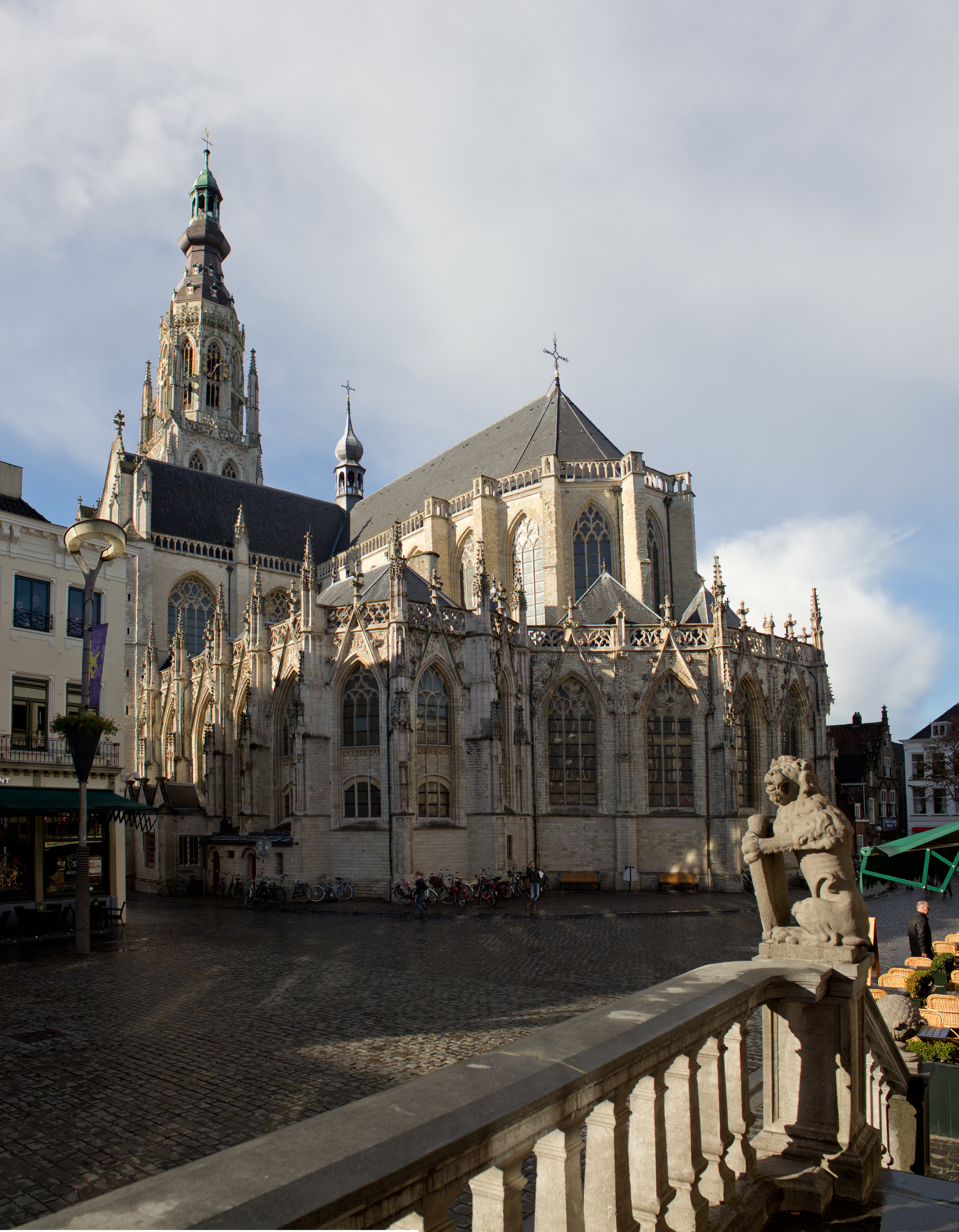
La Chiesa Grande
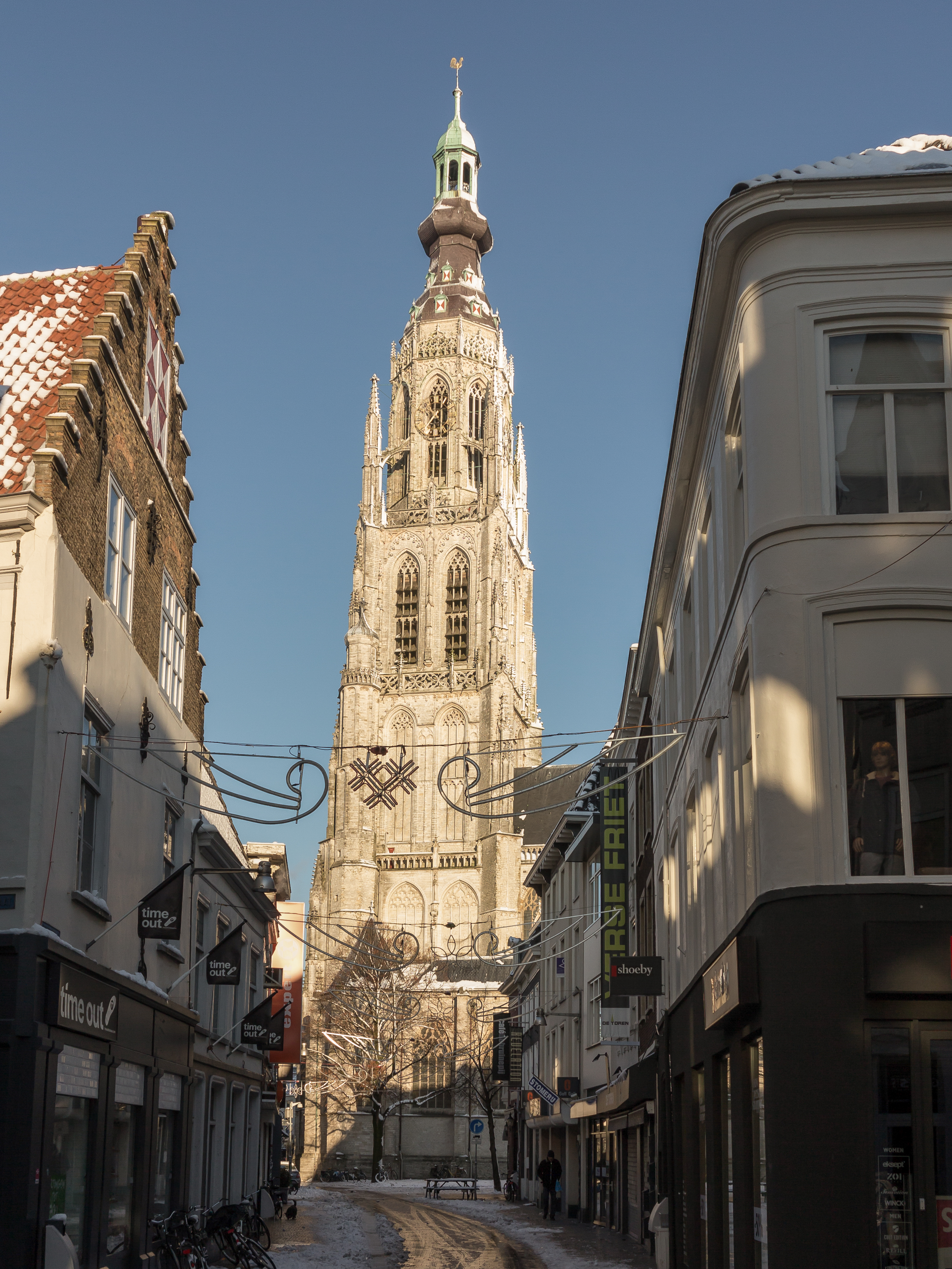
La torre della Chiesa Grande.
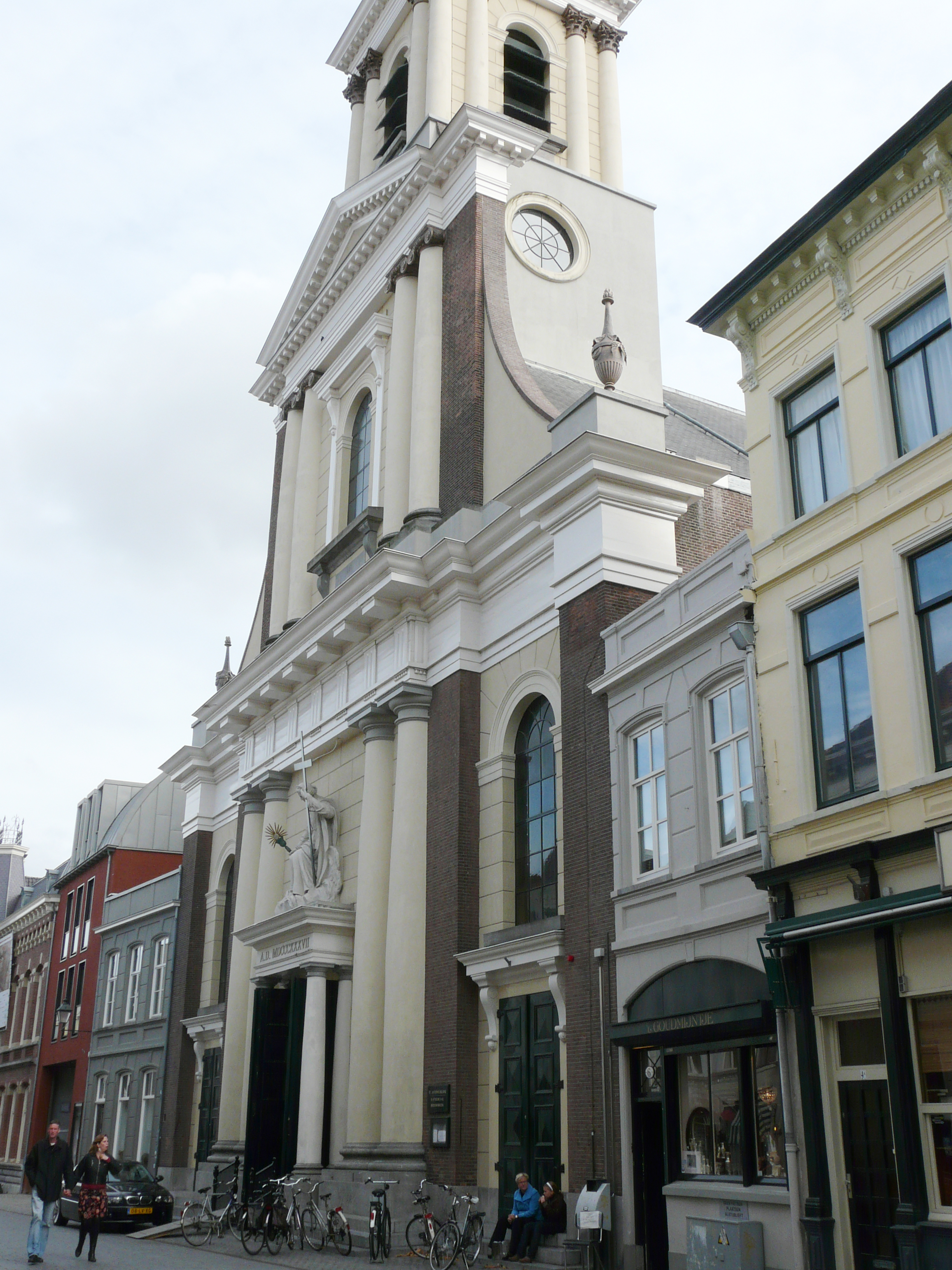
La cattedrale cattolica di Sant'Antonio